# Harry Warren
Harry Warren est un compositeur et acteur américain né le 24 décembre 1893 à Brooklyn, New York (États-Unis), décédé le 22 septembre 1981 à Los Angeles (États-Unis).
En 1942, il compose avec Mack Gordon un des plus grands standards de jazz intitulé There will never be another you.

## Filmographie partielle

### Comme compositeur
- 1929 : Rubeville
- 1933 : La Vie en rose (Just Around the Corner) d'Irving Cummings
- 1933 : L'affaire se complique (Hard to Handle) de Mervyn LeRoy
- 1934 : Ondes d'amour (Twenty Million Sweethearts) de Ray Enright
- 1934 : Wonder Bar
- 1935 : Femmes d'affaires (Traveling Saleslady)
- 1935 : Go Into Your Dance
- 1935 : Reine de beauté (Page Miss Glory) de Mervyn LeRoy
- 1935 : Le Gondolier de Broadway (Broadway Gondolier) de Lloyd Bacon
- 1938 : Chercheuses d'or à Paris (Gold Diggers in Paris)
- 1938 : Garden of the Moon
- 1938 : Jeepers Creepers du film Going Places (1938) de Ray Enright
- 1939 : Fausses Notes (Naughty But Nice)
- 1941 : Âge ingrat (Small Town Deb) de Harold D. Schuster
- 1941 : Une nuit à Rio (That Night in Rio)
- 1943 : Three Cheers for the Girls
- 1945 : Yolanda et le Voleur (Yolanda and the Thief)
- 1949 : Il y a de l'amour dans l'air (My Dream Is Yours)

### comme acteur
- 1919 : Liquid Gold
- 1933 : 42e Rue (42nd Street) : Short songwriter
- 1934 : A Very Honorable Guy : Harry